# Danielle Wood
Danielle Wood (11 de agosto de 1972 (52 años) es una escritora, periodista, y académica tasmaniana. 
Su primer texto, The Alphabet of Light and Dark, ganó en 2002, El Australiano / Premio Literario Vogel.

## Biografía
Wood nació en Hobart, Tasmania. Fue educada en el The Friends' School en Hobart y completó un Bachelor of Arts con honores por la Universidad de Tasmania, antes de trabajar como periodista aprenediz. A los 26 años, se mudó a Australia Meridional y comenzó el doctorando en la Edith Cowan University, empezando a trabajar en su libro, al mismo tiempo. Desde entonces, ha vuelto a Tasmania, donde es profesora en la Universidad de Tasmania, Sandy Bay.

## Obra

### Libros
- The Alphabet of Light and Dark
- Rosie Little’s Cautionary Tales for Girls
- Housewife Superstar: the very best of Marjorie Bligh
- Marjorie Bligh’s HOME: Hints On Managing Everything
- Deep South: Stories from Tasmania
- Mothers Grimm
- Finding Serendipity
- A Week Without Tuesday

## Honores

### Premios
- 1999: Famine Commemorative Literary Prize[3]
- 2002: Australian/Vogel Literary Award por The Alphabet of Light and Dark[3]
- 2004: Dobbie Literary Award por The Alphabet of Light and Dark[3]
- 2004: Best Young Novelist, Sydney Morning Herald[3]
- 2007: Best Young Novelist, Sydney Morning Herald[3]
- 2012: Alex Buzo Prize[3]